# Comuna Mönsterås
Mönsterås (Mönsterås kommun) este o comună din comitatul Kalmar län, Suedia, cu o populație de 12.949 locuitori (2013).

## Geografie

### Zone urbane
Lista celor mai mari zone urbane din comună (anul 2015) conform Biroului Central de Statistică al Suediei:
| Nr | Zona urbană  | Pop.  |
| -- | ------------ | ----- |
| 1  | Mönsterås    | 4.998 |
| 2  | Blomstermåla | 2.380 |
| 3  | Timmernabben | 1.357 |
| 4  | Fliseryd     | 716   |
| 5  | Oknö         | 393   |

## Demografie
| \| Evoluția demografică în comuna Mönsterås, 1970–2015 \| Evoluția demografică în comuna Mönsterås, 1970–2015 \| Evoluția demografică în comuna Mönsterås, 1970–2015 \| Evoluția demografică în comuna Mönsterås, 1970–2015 \| Evoluția demografică în comuna Mönsterås, 1970–2015 \| \| ----------------------------------------------------------------------------------------------------- \| --------------------------------------------------- \| --------------------------------------------------- \| --------------------------------------------------- \| --------------------------------------------------- \| \| An \| \| \| Locuitori \| \| \| 1970 \| 1970 \| \| 13398 \| 13398 \| \| 1975 \| 1975 \| \| 13036 \| 13036 \| \| 1980 \| 1980 \| \| 13135 \| 13135 \| \| 1985 \| 1985 \| \| 12999 \| 12999 \| \| 1990 \| 1990 \| \| 13182 \| 13182 \| \| 1995 \| 1995 \| \| 13449 \| 13449 \| \| 2000 \| 2000 \| \| 13227 \| 13227 \| \| 2005 \| 2005 \| \| 13103 \| 13103 \| \| 2010 \| 2010 \| \| 12909 \| 12909 \| \| 2015 \| 2015 \| \| 13144 \| 13144 \| \| Sursa: SCB - Statistika Centralbyrån, Folkmängd efter region, civilstånd, ålder och kön. År 1968–2016 \| \| \| \| \| |      |  |           |       |
| Evoluția demografică în comuna Mönsterås, 1970–2015 |      |  |           |       |
| An |      |  | Locuitori |       |
| 1970 | 1970 |  | 13398     | 13398 |
| 1975 | 1975 |  | 13036     | 13036 |
| 1980 | 1980 |  | 13135     | 13135 |
| 1985 | 1985 |  | 12999     | 12999 |
| 1990 | 1990 |  | 13182     | 13182 |
| 1995 | 1995 |  | 13449     | 13449 |
| 2000 | 2000 |  | 13227     | 13227 |
| 2005 | 2005 |  | 13103     | 13103 |
| 2010 | 2010 |  | 12909     | 12909 |
| 2015 | 2015 |  | 13144     | 13144 |
| Sursa: SCB - Statistika Centralbyrån, Folkmängd efter region, civilstånd, ålder och kön. År 1968–2016 |      |  |           |       |